# Argyronympha argentaria
Argyronympha argentaria är en fjärilsart som beskrevs av Hans Fruhstorfer 1911. Argyronympha argentaria ingår i släktet Argyronympha och familjen praktfjärilar. Inga underarter finns listade i Catalogue of Life.